# Національна вища школа мистецтв і ремесел
Національна вища школа мистецтв і ремесел (фр. École Nationale Supérieure d'Arts et Métiers, виступає під брендом фр. Arts et Métiers ParisTech, раніше під брендом фр. ENSAM) — французький інженерний виш широкого профілю, заснований в 1780 р. Здійснює підготовку інженерів, магістрів і кандидатів наук в різних областях. Є одним з основних членів об'єднання «Паризький Інститут Наук та Технологій».

## Структура
8 науково-навчальних центрів (у містах Анже, Бордо, Клюні, Ліль, Мец, Париж, Шалон-ан-Шампань, Екс-ан-Прованс) + 3 інститути (Бастія, Шамбері, Шалон-сюр-Сон).